# ماتی (داوائو شرقی)
ماتی (به لاتین: Mati)، که به‌طور رسمی شهر ماتی خوانده می‌شود، یک شهر کلاس پنج در فیلیپین و پایتخت استان داوائو شرقی است. با توجه به آمار سرشماری سال ۲۰۱۵، ۱۴۱٬۱۴۱ نفر در این شهر زندگی می‌کنند.
این شهر در بخش جنوب‌شرقی میندانائو واقع شده‌است.